# Rivière Vachon (Beauce-Sartigan)
Pour la rivière dans le Nord-du-Québec, voir Rivière Vachon. Pour les autres homonymes, voir Vachon.
La rivière Vachon est un affluent de la rive est de la Rivière du Loup, lequel est un affluent de la rivière Chaudière ; cette dernière coule vers le nord pour se déverser sur la rive sud du fleuve Saint-Laurent.
La rivière Vachon coule dans les municipalités de Saint-Zacharie (MRC Etchemins) et de Saint-Côme-Linière (MRC de Beauce-Sartigan), dans la région administrative de Chaudière-Appalaches, au Québec, au Canada.

## Géographie
Les principaux bassins versants voisins de la rivière Vachon sont :
- côté nord : ruisseau Patrick, rivière des Abénaquis Sud-Ouest ;
- côté est : rivière Metgermette Nord ;
- côté sud : rivière Metgermette ;
- côté ouest : rivière Chaudière, rivière du Loup (Chaudière).

La rivière Vachon prend sa source au lac Lepage, à l'ouest de la frontière du Maine (États-Unis) et du Québec (Canada).
À partir de sa source, le cours de la rivière Vachon" coule sur 11,8 km répartis selon les segments suivants :
- 3,3 km vers le sud-ouest, en faisant une incursion sur 0,7 km au nord du chemin du 7e rang, jusqu'à la limite entre la municipalité de Saint-Zacharie (MRC Etchemins) et Saint-Côme-Linière (MRC Beauce-Sartigan) ;
- 3,4 km vers le sud-ouest, jusqu'à la route 275 ;
- 5,1 km vers le sud-ouest, en coupant le chemin du rang Saint-Joseph et la route 173, jusqu'à sa confluence.

La rivière Vachon se jette sur la rive est de la rivière du Loup (Chaudière) à Saint-Côme-Linière. Cette confluence se situe en aval de la confluence de la rivière Metgermette et à 1,8 km en amont du pont du village de Saint-Côme-Linière.

## Toponymie
Le toponyme Rivière Vachon a été officialisé le 5 décembre 1968 à la Commission de toponymie du Québec.